# Кенсінгтон (Нью-Гемпшир)
Кенсінгтон (англ. Kensington) — місто (англ. town) в США, в окрузі Рокінґгем штату Нью-Гемпшир. Населення — 2095 осіб (2020).

## Демографія
Згідно з переписом 2010 року, у місті мешкали 2124 особи в 761 домогосподарстві у складі 596 родин. Було 806 помешкань
Расовий склад населення:
| - 97,5 % — білих - 0,9 % — азіатів - 0,3 % — чорних або афроамериканців - 0,2 % — вихідців з тихоокеанських островів - 0,2 % — корінних американців |

До двох чи більше рас належало 0,7 %. Частка іспаномовних становила 1,1 % від усіх жителів.
За віковим діапазоном населення розподілялося таким чином: 25,6 % — особи молодші 18 років, 63,1 % — особи у віці 18—64 років, 11,3 % — особи у віці 65 років та старші. Медіана віку мешканця становила 44,6 року. На 100 осіб жіночої статі у місті припадало 100,2 чоловіків;  на 100 жінок у віці від 18 років та старших — 101,5 чоловіків також старших 18 років.
Середній дохід на одне домашнє господарство  становив 134 471 долар США (медіана — 113 667), а середній дохід на одну сім'ю — 148 672 долари (медіана — 123 160). Медіана доходів становила 79 211 долар для чоловіків та 52 788 доларів для жінок. За межею бідності перебувало 3,9 % осіб, у тому числі 2,3 % дітей у віці до 18 років та 3,9 % осіб у віці 65 років та старших.
Цивільне працевлаштоване населення становило 1231 особа. Основні галузі зайнятості: освіта, охорона здоров'я та соціальна допомога — 22,8 %, роздрібна торгівля — 12,5 %, науковці, спеціалісти, менеджери — 12,3 %.